# Gilbert Ryle
Gilbert Ryle, född 19 augusti 1900 i Brighton, East Sussex, död 6 oktober 1976 i Oxford, Oxfordshire, var en brittisk filosof. Ryle företrädde den så kallade vardagsspråksfilosofin och var tillsammans med J.L. Austin en av de ledande personerna inom Oxfordfilosofin. Hans mest kända verk är The Concept of Mind (1949), som argumenterar för en form av filosofisk behaviorism. Ryle vänder sig där särskilt mot den cartesianska dualismen, som drar en skarp gräns mellan kropp och medvetande. Han menar att man istället för att tala om människans tankar, känslor och andra mentala tillstånd när man försöker förstå meningen i "NN vet att P" eller "NN ser ett träd" bör koncentrera sig på att beskriva handlingar och beteenden. Enligt Ryle är uppfattningen om kroppen som en maskin och medvetandet som "anden i maskinen" (engelska ghost in the machine) felaktig. Ryles behaviorism är däremot inte av den nervfysiologiska typen, utan ligger liksom Wittgensteins mer åt det molära hållet.